# 科靈
科靈（丹麥語：Kolding，發音：[ˈkʰʌle̝ŋ]）是一座位于丹麥南丹麥大區的海港城市，为科靈市鎮的行政中心。该市人口为60,508（2018年1月1日），是丹麦人口第十多的城市，波罗的海城市联盟的成员，丹麦三角区域的最大城市，以及连通丹麦及整个北欧的交通枢纽。

## 姐妹城市
科灵有下列姐妹城市：
| 城市           | 国家   | 缔结日期 |
| -------------- | ------ | -------- |
| 德拉门         | 挪威   | 1946年   |
| 厄勒布鲁       | 瑞典   | 1946年   |
| 拉彭兰塔       | 芬兰   | 1947年   |
| 代尔门霍斯特   | 德国   | 1979年   |
| 斯蒂基斯霍尔米 | 冰島   | 1979年   |
| 韦斯卡尔       | 西班牙 | 1982年   |
| 松博特海伊     | 匈牙利 | 1991年   |
| 安城           | 日本   | 1997年   |
| 帕内韦日斯     | 立陶宛 | 2000年   |
| 纳诺塔利克     | 格陵兰 | 2007年   |
| 比萨           | 義大利 | 2007年   |
| 武清区         | 中国   | 2015年   |